# جيسي وليامز (لاعب كرة قدم أمريكية)
جيسي وليامز (بالإنجليزية: Jesse Williams)‏ (و. 1990  م) هو لاعب كرة قدم أمريكية أسترالي، ولد في كرة القدم الأمريكية، مركز لعبه هو معرقل دفاعي.

## التعليم
تعلم في Cavendish Road State High School ‏
.